# Jaroszek
Jaroszek – demon polny występujący na Śląsku. 
Jaroszek pokazuje się na błotnistych polach mamiąc ludzi pod postacią kuropatwy, bażanta lub zająca. Próba złapania jaroszka może się skończyć utonięciem w błocie, ale jeśli uda się go złapać, wtenczas przeobraża się on w demona domowego, który staje się pomocnikiem w sprawach domowych.